# USS McCall (DD-400)
USS McCall (DD-400) là một tàu khu trục lớp Gridley được Hải quân Hoa Kỳ chế tạo vào giữa những năm 1930. Nó là chiếc tàu chiến thứ hai của Hải quân Hoa Kỳ được đặt tên theo Edward R. McCall (1790-1853), một sĩ quan hải quân từng tham gia cuộc Chiến tranh 1812. McCall đã phục vụ trong suốt Chiến tranh Thế giới thứ hai tại Mặt trận Thái Bình Dương cho đến khi chiến tranh kết thúc, được cho ngừng hoạt động năm 1946 và bị bán để tháo dỡ năm 1947.

## Thiết kế và chế tạo
McCall được đặt lườn tại xưởng tàu Union Plant của hãng Bethlehem Shipbuilding Corporation ở San Francisco, California vào ngày 17 tháng 3 năm 1936. Nó được hạ thủy vào ngày 20 tháng 11 năm 1937; được đỡ đầu bởi cô Eleanor Kempff; và được đưa ra hoạt động vào ngày 22 tháng 6 năm 1938 dưới quyền chỉ huy của Hạm trưởng, Thiếu tá Hải quân J. H. Whelchel.

## Lịch sử hoạt động

### 1941
Được phân về khu vực Thái Bình Dương, McCall trình diện để phục vụ cùng Hải đội Khu trục trực thuộc Lực lượng Chiến trận vào ngày 16 tháng 1 năm 1939. Vào ngày 7 tháng 12 năm 1941, khi đang trên đường cùng với Lực lượng Đặc nhiệm 8 hình thành chung quanh tàu sân bay USS Enterprise (CV-6) quay trở về Trân Châu Cảng sau chuyến đi đến đảo Wake, nó nhận được tin tức về việc Hải quân Nhật Bản đã bất ngờ tấn công Trân Châu Cảng, mở màn xung đột tại Mặt trận Thái Bình Dương. Lực lượng Đặc nhiệm 8 của McCall lập tức tiến hành truy tìm hạm đội Nhật Bản. Vào lúc lực lượng đặc nhiệm quay trở về Trân Châu Cảng, chỉ có một tàu Nhật bị phát hiện: tàu ngầm I-70, vốn bị máy bay của lực lượng đặc nhiệm đánh chìm vào ngày 10 tháng 12. Trong thời gian còn lại của năm 1941, trong thành phần hộ tống cho Enterprise, chiếc tàu khu trục tiếp tục ở lại vùng quần đảo Hawaii để phòng thủ sau vụ tấn công.

### 1942-1943
Khi quân Nhật tiến quân về hướng các quần đảo tại khu vực Tây Nam Thái Bình Dương, McCall tháp tùng các tàu sân bay Enterprise và Yorktown cho các cuộc không kích xuống các căn cứ Nhật Bản tại phía Nam quần đảo Marshall và phía Bắc quần đảo Gilbert. Hoàn thành cuộc tấn công vào ngày 1 tháng 2 năm 1942 bất chấp sự chống trả quyết liệt của không lực đối phương, lực lượng tàu sân bay và bắn phá quay trở về Oahu vào ngày 5 tháng 2. Sau khi được đổi tên thành Lực lượng Đặc nhiệm 16, họ lại lên đường vào ngày 15 tháng 2 cho một cuộc không kích bất ngờ xuống đảo Wake và đảo Marcus trong các ngày 24 tháng 2 và 4 tháng 3 tương ứng, rồi quay trở về Trân Châu Cảng vào ngày 10 tháng 3.
McCall trải qua sáu tuần lễ tiếp theo sau tuần tra tại vùng biển Hawaii, rồi hộ tống các đoàn tàu vận tải từ Hawaii đi Samoa, Fiji và Tonga. Vào cuối tháng 5, nó khởi hành đi lên phía Bắc hướng đến quần đảo Aleut khi quân Nhật bắt đầu nhắm vào hướng Alaska. Trong suốt những tháng mùa Hè, nó tuần tra ngoài khơi Kodiak, Alaska, và tham gia bắn phá các vị trí của quân Nhật ở phía Tây quần đảo Aleut. Nó quay trở về Trân Châu Cảng vào ngày 30 tháng 9, được đại tu, rồi lại lên đường cùng Lực lượng Đặc nhiệm 11 vào ngày 12 tháng 11 năm 1942 để đi đến khu vực Tây Nam Thái Bình Dương, tham gia chiến dịch Guadalcanal. Hoạt động tại khu vực quần đảo Solomon trong mười tháng tiếp theo, nó hoạt động từ Nouméa trong các chuyến tuần tra chống tàu ngầm và hộ tống các tàu sân bay và các đoàn tàu vận tải. Vào ngày 19 tháng 9 năm 1943, nó rời khu vực hộ tống một đoàn tàu đi San Francisco, California. Tại đây nó được đại tu, rồi thực tập dọc theo vùng bờ Tây trước khi lại lên đường hướng sang phía Tây.

### 1944
Vào đầu năm 1944, McCall gia nhập Lực lượng Đặc nhiệm 58, một lực lượng tàu sân bay nhanh, và ra khơi vào ngày 19 tháng 1 để hộ tống các tàu sân bay trong khi máy bay của chúng tấn công Wotje, Taroa và Eniwetok vào tháng 2. Nó tiếp tục hộ tống các tàu sân bay trong cuộc không kích xuống Palau. Sang tháng 3, lực lượng hoạt động từ Majuro, một căn cứ mới chiếm lại được, và từ đây chiếc tàu khu trục lên đường hộ tống các tàu sân bay khi chúng tiến hành không kích Palaus, Yap, Ulithi và Woleai từ ngày 30 tháng 3 đến ngày 1 tháng 4; bảo vệ cho cuộc đổ bộ lên Hollandia vào ngày 22 tháng 4; và bắn phá Truk, Satawan và Ponape từ ngày 29 tháng 4, đến ngày 1 tháng 5.
Sau một đợt sửa chữa ngắn tại Trân Châu Cảng, McCall gia nhập trở lại Lực lượng Đặc nhiệm 58 tại Majuro vào ngày 4 tháng 6. Hai ngày sau, lực lượng lên đường cho các chiến dịch tại khu vực quần đảo Mariana. Thoạt tiên họ hỗ trợ trực tiếp cho các cuộc đổ bộ lên Guam, Rota và Saipan, rồi bắn phá Iwo Jima và Chichi Jima để ngăn ngừa lực lượng tăng viện có thể đến được Mariana thông qua các đảo này. Vào ngày 18 tháng 6, họ nhận được tin tức về một hạm đội Nhật Bản hùng hậu bị phát hiện đang di chuyển giữa Philippines và Mariana. Đến ngày 19 tháng 6, Trận chiến biển Philippines mở màn khi máy bay Nhật cất cánh từ tàu sân bay tấn công Đệ Ngũ hạm đội Hoa Kỳ. Khi kết thúc hai ngày chiến trận, phía Nhật bị mất ba tàu sân bay, 92% số máy bay trên tàu sân bay và 72% số thủy phi cơ của họ, một thất bại tai hại trong một cuộc chiến dựa phần lớn vào không lực hải quân. Sau khi truy đuổi lực lượng Nhật Bản rút lui, các tàu sân bay cùng với McCall trong tành phần hộ tống, tập trung sự chú ý vào quần đảo Bonin, rồi rút lui về Eniwetok, đến nơi vào ngày 27 tháng 6.
Đến ngày 4 tháng 7, các tàu sân bay nhanh lại không kích xuống Iwo Jima, rồi sau đó quay trở lại quần đảo Mariana, nơi McCall cùng tàu khu trục Gridley chiếm lấy vị trí tuần tra ngoài khơi Guam vào ngày 10 tháng 7. Lúc 18 giờ 20 phút, thủy thủ của nó phát hiện một tín hiệu quang báo trên một sườn đồi về phía Nam Uruno Point. Nhận định người phát tin thuộc lực lượng bạn, một xuồng săn cá voi có động cơ cùng một đội đổ bộ tình nguyện được phái đi giải cứu người gửi tín hiệu. Cho dù nằm trong tầm bắn của một khẩu đội 6‑inch phòng thủ duyên hải, nhiệm vụ đã hoàn tất khi giải cứu được George R. Tweed, một hạ sĩ quan hải quân đã có mặt tại Guam từ năm 1939 và ẩn náu lại sau khi quân Nhật chiếm đóng. Ông mang đến những thông tin quý báu về lực lượng, tinh thần của quân Nhật cũng như chi tiết bố trí các đơn vị và các vị trí pháo.
Trong chín tuần lễ tiếp theo sau, McCall bảo vệ cho các tàu sân bay trong khi chúng lại tấn công Iwo Jima, rồi di chuyển để hỗ trợ cho các hoạt động tại Palaus, Yap và Ulithi. Vào ngày 10 tháng 10, họ ở ngoài khơi Okinawa, rồi di chuyển từ đây đến Đài Loan và Luzon. Vào ngày 23 tháng 10, nó hỗ trợ cho các lực lượng tại vịnh Leyte, rồi quay lên phía Bắc sau khi có tin tức về một lực lượng tàu sân bay Nhật Bản, vốn hầu như không còn máy bay chiến đấu do những tổn thất nặng nề sau Trận chiến biển Philippine và ngoài khơi Đài Loan. Vào ngày 25 tháng 10, lực lượng đối phương bị đánh bại ngoài khơi mũi Engaño. Tổn thất về phía Nhật Bản cho đến ngày 27 tháng 10 bao gồm ba tàu khu trục không kể đến nhiều tàu khu trục.

### 1945
McCall trải qua phần lớn thời gian của tháng 11 ở ngoài khơi Leyte để hỗ trợ các hoạt động trên bờ tại đây. Sau một giai đoạn bảo trì tại Manus, nó khởi hành vào ngày 27 tháng 12 để đi vịnh Lingayen hỗ trợ cho việc chiếm đóng Luzon. Đến giữa tháng 1 năm 1945, nó được phối thuộc cùng Đội đặc nhiệm 78.12 làm nhiệm vụ hộ tống các đoàn tàu vận tải, và vào ngày 28 tháng 1 lại đảm trách nhiệm vụ cung cấp hỏa lực bắn phá.
Vào ngày 19 tháng 2, McCall đi đến khu vực vận chuyển ngoài khơi Iwo Jima. Ở lại đây cho đến tháng 3, nó bảo vệ các tàu vận chuyển và bắn pháo hỗ trợ lực lượng trên bờ, bắn pháo quấy phá và chiếu sáng phục vụ việc chiếm đóng. Vào ngày 27 tháng 3, nó rời khu vực quần đảo Volcano để đi Trân Châu Cảng, rồi từ đây đi về vùng bờ Tây, về đến San Diego, California vào ngày 22 tháng 4. Chỉ sau một tuần, nó lại khởi hành cho một lượt đại tu tại New York. Côngn việc trong xưởng tàu kết thúc vào ngày 4 tháng 8, và nó đang tiến hành huấn luyện ôn tập tại vịnh Casco khi Nhật Bản đầu hàng vào ngày 14 tháng 8.
Hai tháng sau, McCall đi đến Xưởng hải quân Norfolk nơi nó được cho xuất biên chế vào ngày 30 tháng 11 năm 1945. Được rút khỏi danh sách Đăng bạ Hải quân vào ngày 28 tháng 1 năm 1947, McCall bị bán cho hãng Hugo Neu Corporation, New York để tháo dỡ vào ngày 17 tháng 11 năm 1947; và nó bị tháo dỡ từ ngày 20 tháng 3 năm 1948.

## Phần thưởng
McCall được tặng thưởng chín Ngôi sao Chiến trận do thành tích phục vụ trong Chiến tranh Thế giới thứ hai.